# Alice (Provincia Oriental del Cabo)
Alice (Dikeni en xhosa) es una pequeña localidad ubicada en la provincia Oriental del Cabo, en Sudáfrica. En ella se encuentra la Universidad de Fort Hare, que alberga archivos del Congreso Nacional Africano y una colección significativa de arte africano. Se llama así por la Princesa Alicia del Reino Unido.Victoria Hospital es un gran distrito hospitalario a las afueras.